# Adenia pulchra
Adenia pulchra là một loài thực vật có hoa trong họ Lạc tiên. Loài này được M.G.Gilbert & W.J.de Wilde mô tả khoa học đầu tiên năm 1992.